# 地球温暖化の影響

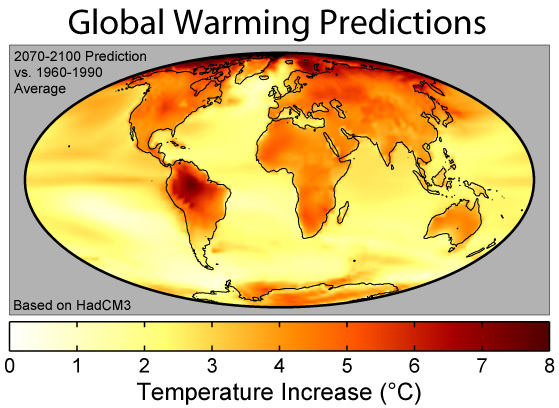
1960～1990年の平均値に対する2070年から2100年の地表面の平均気温変化量の予測

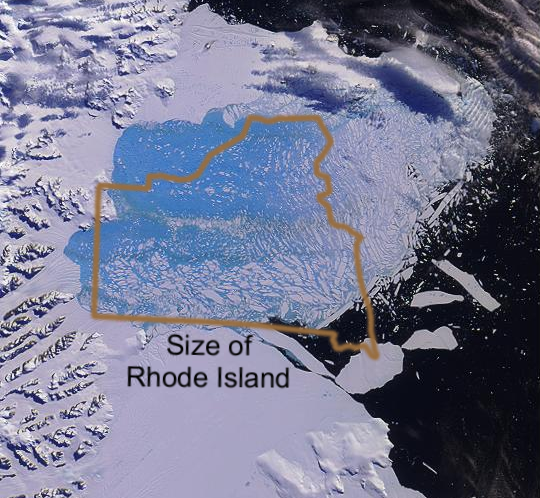
崩壊する南極のラーセン棚氷(2002年撮影、崩壊域を青で示す)

地球温暖化の影響に関しては、多くの事柄がまだ評価途上である。しかしその中でもIPCC第4次評価報告書（以下、AR4と表記）が最も多くの科学的知見を集約し、かつ国際的に認められた報告書となっており、これが現在の世界での影響評価の主軸となっている。また、イギリスで発行されたスターン報告も大きな影響力を持っている。しかし、地球温暖化に対する懐疑論など反対意見も存在し論争が続いている。
地球温暖化による影響は、気象や自然環境への影響と、社会や経済への影響とに大別される。
影響は広範囲に及ぶと予想されており、気象や自然環境への影響では、気温や海水温の上昇、海水面の変動（上昇）、異常気象や激しい気象の増加、気候の変化、生態系の変化、植生や地形（景観）の変化などが挙げられる。社会や経済への影響では、食糧生産や飲料水への影響、激しい気象や気候変化による物理的な被害や人的な被害、生活環境の変化、経済システムの変化、社会制度の変化などが懸念されている。既に一部では氷雪の減少などの顕著な変化が観測されている。
また日本においても、年ごとの降水量の変動幅の拡大や、米の品質の低下などの影響が観測されている。また蔵王連峰における樹氷の出現高度が上がるなどの変化も観測されている。
AR4 WG IIによれば、地球温暖化は、気温や水温を変化させ、海水面上昇、降水量の変化やそのパターン変化を引き起こすとされる。また、洪水や旱魃、酷暑やハリケーンなどの激しい異常気象を増加・増強させる可能性がある。また生物種の大規模な絶滅を引き起こす可能性も指摘されている。大局的には地球温暖化は地球全体の気候や生態系に大きく影響すると予測されている。ただし、個々の特定の現象を温暖化と直接結びつけるのは現在のところ非常に難しい。
また、こうした自然環境の変化は人間の社会にも大きな影響を及ぼすと考えられている。真水資源の枯渇、農業・漁業などへの影響を通じた食料問題の深刻化、生物相の変化による影響などが懸念されており、その影響量の見積もりが進められている。AR4では「2〜3℃を超える平均気温の上昇により、全ての地域で利益が減少またはコストが増大する可能性がかなり高い」と報告されている。
日本において起こりうる事象の予測も進められており、分析結果が出たものから順次発表されている。洪水・高潮の被害域・被害額の増加、熱中症による死者数の増加、熱帯地方からの感染症の拡大、植生や農業・漁業への大規模な影響が発生し、21世紀末の被害額が毎年約17兆円（現在価値）に及ぶ可能性が指摘されている。

## 既に発生している影響の例
既に観測されている、温暖化の影響とされる、もしくは影響が疑われる事象の代表的な例としては、下記のようなものがある。

### 地球全体

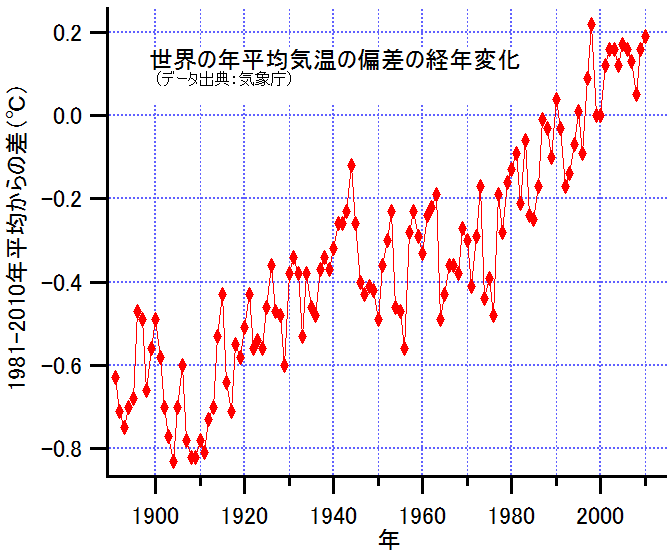
世界の年平均気温の偏差の経年変化（1891～2010年）

平均気温の上昇（右図）。極端な高温や熱波の増加、極端な低温、大雨の増加。
一日の長さの変化(地球の自転)、極地の氷河が解け、水が移動することによる変化によって１日当たり１ミリ秒ほど遅くなる影響を及ぼす。

### 極圏

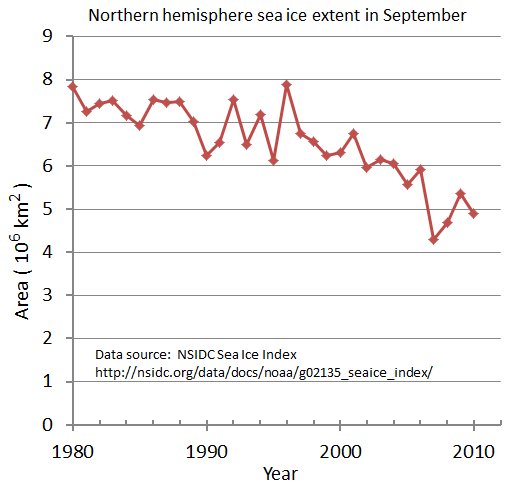
北半球における９月の海氷面積の変化

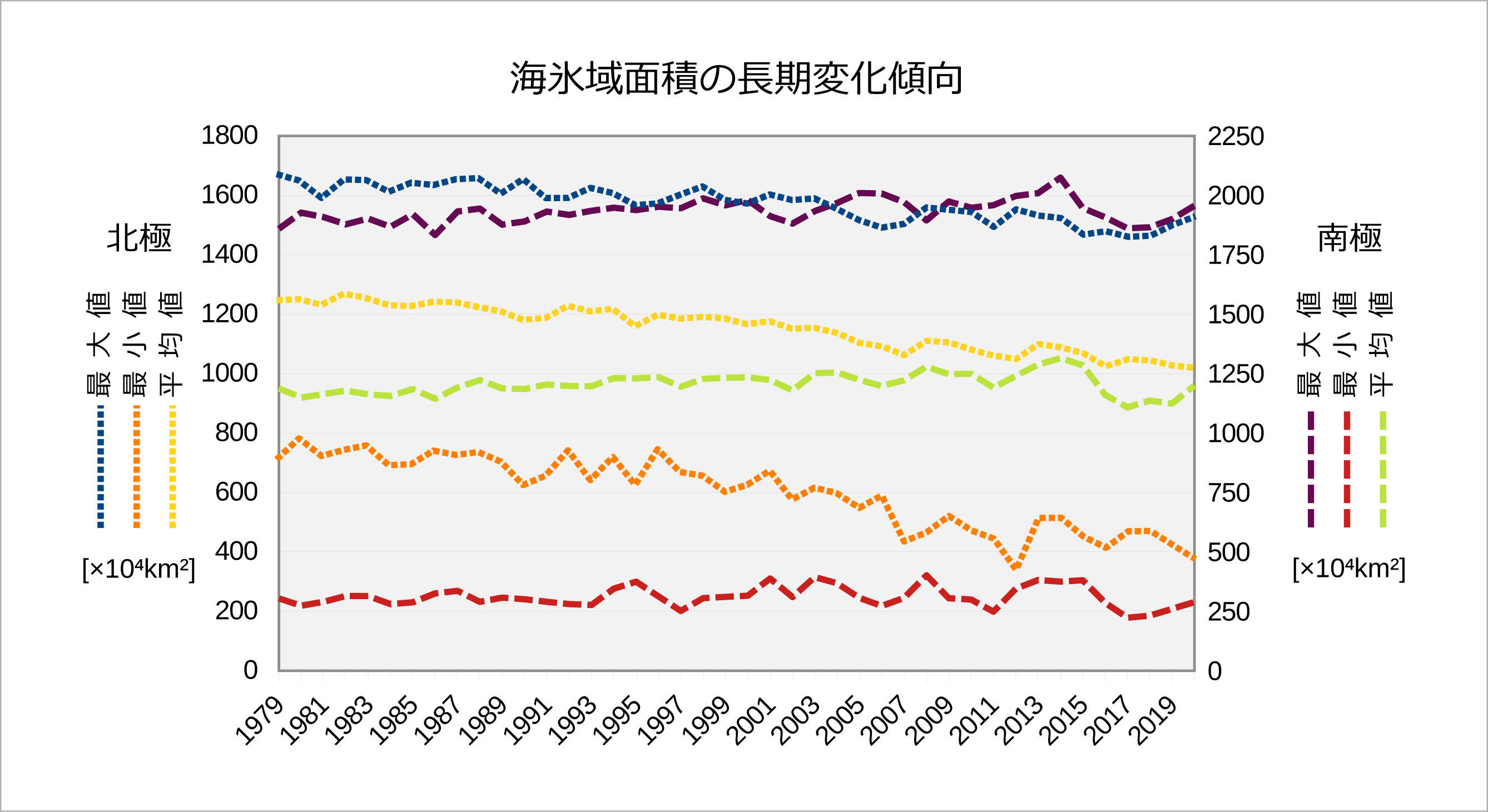
北極と南極の海氷の変化

北極海における海氷の減少
北極海では長期的な海氷の減少傾向が観測されている。近年では2007年に特に顕著な減少が見られ、本来ならば数mの厚みの氷が見られる時期の北極点においても、断片的な氷しか見られない状況などが観測されている。太陽光を反射する氷の減少によって温暖化がさらに加速することが懸念されているほか、極圏の生物にも深刻な影響が見られる。海氷に依存するホッキョクグマなどは生活基盤そのものの減少により、絶滅の危機に瀕している。海氷の消滅によって海が太陽熱をより多く吸収し、海水温が上昇、それがさらに温暖化を加速する悪循環が懸念されているが、近年、このプロセスが実際に発生しており、しかも予測よりも速いペースで進んでいることを示す観測結果が報告されている。
氷河や氷床の移動・融解の加速
グリーンランドの氷床の融解速度が下記のIPCCの予測よりも加速していることが観測で明らかになっている。南極の氷床の後退の加速も明らかになっている。
氷河の融解速度も速まっている。
土壌中の有機物からの炭素放出の増加
極圏の永久凍土の融解が観測されており、地中に閉じこめられていた有機物が分解し、強い温室効果ガスであるメタンの放出が観測されている。
アラスカでは山火事が増加し、泥炭などの形で森林に蓄積されてきた有機物が燃焼することで、それまで温暖化ガスの吸収源であった森林が放出源に転じている。

### 温帯
多くの先進国が属する温帯においても、現時点で下記のような変化が観測されている。
気温の変化
日本において、異常高温や猛暑日、ゲリラ豪雨の出現数が増加している。また大雨の発生頻度も増加している。
農林漁業への影響
日本において、高温の影響による米の品質の低下が顕著になってきている。また果物の品質低下などの影響も観測されている。
降雨の変化
降水パターンの変化や豪雨リスクの増大が既に世界的に観測されており、従来予測がむしろ控えめであった恐れも指摘されている。日本においても降水量の変動が拡大し、小雨の年と多雨の年の差が激しくなっている。これにより渇水リスクと洪水リスクが同時に大きくなっており、局地的豪雨の増加なども観測されている。
山火事の増加
米国西部などで山火事が増加しており、この地域における気温の上昇と強い相関を示している。

## 主たる報告書の概要

### IPCCによる評価結果
(詳細はIPCC第4次評価報告書#第二作業部会報告書：影響・適応・脆弱性を参照)
2007年4月に第二作業部会（WG II)による報告書 "Impacts, Adaptation and Vulnerability"（影響・適応・脆弱性）が発行された。この報告書は気候変化による自然および人類の環境への影響、およびそれらの適応性と脆弱性に関する現時点での科学的知見がまとめられている。報告書には下記のような内容が含まれる。
現在起こっている影響：
- 既に自然環境は気候変化による影響、特に気温の上昇による影響を受けている。氷河や永久凍土の減少、湖沼や川の水温上昇、生態系の変化、海水の酸性化など。
- 人為的な温暖化の影響が既に物理的・生物学的に表れている可能性が高い。

将来予測される影響:
- 水資源の大幅な増減、雪解け水の減少
- 陸域の生態系による炭素の吸収量は今世紀半ばに飽和し、その後は減少する可能性が高い。現状以上の水準の排出が続いた場合、排出に転じる可能性すらある。これは気候変化を加速する。
- 1.5 - 2.5℃の平均気温上昇により、約20 - 30%の種の動植物が絶滅の危機に瀕する。
- 1.5 - 2.5℃を超える上昇幅では、生態系の構造や機能に大きな変化が予測される。これにより、水や食料の供給などにも悪影響が予測される。
- 海洋の酸性化の進行により、珊瑚や貝類、さらにそれらに依存する種に悪影響が予測される。
- 食料、繊維、森林資源、海岸地域や低地、工業、居住、社会、健康への悪影響
- 1 - 4℃の平均気温上昇により、数世紀または数千年の間に4 - 6mまたはそれ以上の海面上昇がおこる（中程度の信頼性）。グリーンランドや西南極氷床が完全に融解した場合、それぞれ7mおよび5mの海面上昇を起こす。なお今世紀中の海面上昇幅については限られた条件下での値(18-59cm)のみが記されているが、AR4以後の研究で1～2m以上になる可能性が指摘されている。海面上昇を参照のこと。
- 炭素1トン当たりの社会的コスト(social cost of carbon:SCC)は10 - 350ドル（平均12ドル/トン）と推定されている。
- 気候変化による被害は重大なものになり、時間と共に増大する可能性が高い。
- 2 - 3℃を超える平均気温の上昇により、全ての地域で利益が減少またはコストが増大する可能性がかなり高い。

- 現状よりも大規模な対処が必要である。広範な対応手段が存在する。

### スターン報告による予測内容
(詳細はスターン報告を参照)
- 2 - 3℃の温暖化の場合、世界のGDPの0 - 3%に相当する損失が発生する。
- 何も対策を取らない場合、今世紀半ばには極端な気象現象によるものだけで被害額がGDPの0.5 - 1%に達し、温暖化が続けばなおも増加する。
- 何も対策を取らない場合、5 - 6℃の温暖化が発生し、世界がGDPの約20%に相当する損失を被るリスクがある。

### 日本における予測内容
日本においては2008年5月末、国立環境研究所を始めとする国内14機関により、温暖化影響総合予測プロジェクト報告書”地球温暖化　日本への影響－最新の科学的知見－”が発表された。水資源、森林、農業、沿岸域、健康の5分野を対象に、下記のような影響予測が出されている。これは温暖化が20年あたり約1℃のペースで進行した場合についての予測である。
- 豪雨の増加に伴う洪水の被害額が2030年に年間約1兆円に達する危険性
- 斜面災害など土砂災害のリスク増大
- 積雪に由来する水資源の減少により、代掻き期の農業用水が不足する可能性。
- ブナ林の大幅な減少、松枯れの増大、湿原の減少
- 米など作物の生産適地の北上、収量の変化。食糧供給に影響する危険性
- 高潮浸水面積の増大、河川堤防の強度低下、地下水位の上昇
- 砂浜や干潟の消滅による数兆円規模の経済損失の危険性
- 気温上昇による熱ストレス死亡リスクの増大、大気汚染や感染症の分布への影響

日本における影響についてはその後も分析が進められ、解説資料も更新されている。

## 環境への影響
気象や自然への影響は次のとおりである。

### 気温への影響

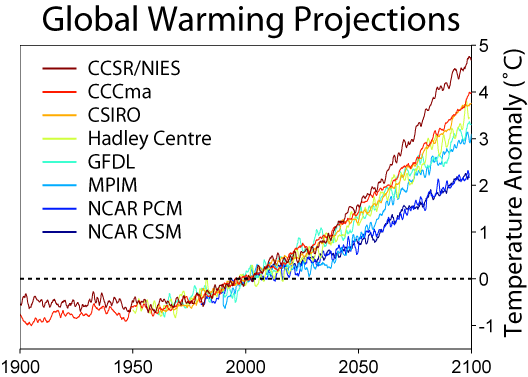
気候モデルによる今後の気温の上昇予測(8モデル、2000年比)

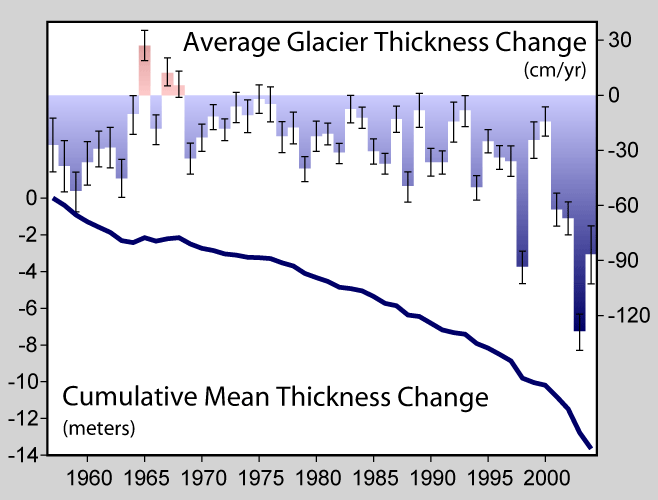
2005年から過去50年間の、世界の山岳氷河の平均の厚さの推移

AR4では、地球の平均地上気温は、複数シナリオと気候モデルによる計算によって、1990年から2100年までの間に1.1 - 6.4℃上昇すると予測されている。これは過去1万年の間にも観測されたことがないほどの大きさである可能性が「かなり高い」(90 - 99%)とされている。
北極域では温暖化による影響がもっとも顕著に現れているともいわれており、第4次報告書によると北極の平均気温は過去100年間で世界平均の上昇率のほとんど2倍の速さで上昇したとされている。また、1978年からの衛星観測によれば、北極の年平均海氷面積は、10年当たり2.1 - 3.3%(平均2.7%)縮小している。
陸域に於いては、最高・最低気温の上昇、気温の日較差の縮小などの可能性がかなり高いと予測されている。
氷床コアの分析から、過去地球が温暖化することによって大気中の二酸化炭素やメタンガスの量が増えているというデータがある。現在起きている温暖化によって、海中からそれらの温室効果ガスが放出され、さらに温暖化が促進されるという正のフィードバック効果が懸念されている。

### 気象現象への影響
AR4では、抽象的表現ながら、ほとんどの陸上で寒い日・寒い夜が減少、暑い日・暑い夜が増加し、全体的に昇温傾向となるのはほぼ確実とされているほか、高温や熱波・大雨の頻度が増す可能性がかなり高く、干ばつ地域の増加・勢力の強い熱帯低気圧の増加・高潮の増加がもたらされる可能性が高いとされている。
気象現象への影響は一括して「異常気象の増加」、気候への影響は「気候の極端化」と表現されることがある。平均的に地上気温は上昇すると考えられているが、その変化は均一ではなく、場所によって上昇幅が異なり、また、期間によって低下したりと、時間によっても異なる。そのため、地上の温度分布が変わることによって気圧配置が変わり、これまでとは異なる気象現象が発生したり、気象現象の現れ方が変わったりすることが考えられている。
例えば、チベット高原などの気温上昇によって偏西風が蛇行しやすくなり、中高緯度地域でブロッキングが発生しやすくなることで、異常気象の増加といった影響が予想されている。チベット高原の気候変動はこのほかにも、梅雨の期間・降水量や冬季における寒気の流入、春や秋の低気圧の勢力・進路などを左右し、日本周辺の気候に大きな影響を与える可能性があるとの研究結果もある。
また、アメリカ南東部・東部の海水温上昇により、竜巻の発生域が南東部や東部に広がっており、温暖化によってこの傾向に拍車がかかる可能性が指摘されている。
また、温室効果が強まると成層圏の気温が低下し、地上との気温差が増して大気の対流が強まり、気象現象も強まるとの考え方がある。これにより、例えば勢力が強い低気圧が増えたり、積乱雲の勢力が強まったりといったことが予想される。しかし、成層圏の気温には、オゾン濃度の減少による気温低下、エアロゾルによる日傘効果など、科学的に詳しく解明されていない点がある要素が関わっており、上昇するのか低下するのかは定かではないとの考えもある。
熱帯低気圧に関しては、最盛期の最大風速が増し、中心部の降水量が増える可能性が高いとされている。しかし、熱帯低気圧の発生数は減少するとともに、非常に強いレベルの熱帯低気圧は増加し、弱い熱帯低気圧は減少する（強いレベルの熱帯低気圧の増加予測よりも信頼度は低い）と予測されている(AR4)。
温帯低気圧に関しては、発生数は減少し、特に南半球で低気圧の経路が高緯度側に傾き、中心気圧が低下して風速も強まると予想されている。

### 降水量の変化
複数の気候モデルのシミュレーションによれば、大気中の水蒸気量の増加により、平均降水量は21世紀中は増加すると予測されている。地域的に見ると、第4次報告書では、熱帯のモンスーン地域や太平洋熱帯域、高緯度地域で増加傾向、亜熱帯地域で減少傾向と計算されている。
平均降水量の変動幅の増大や豪雨の増加の可能性がかなり高い地域が多く、また旱魃の増加の可能性が高い地域もある。平たく言えば、平年通りの雨の降り方をすることは少なくなり、極端に少なかったり、集中豪雨となったり、長雨になったりすることが増えるということである。アマゾンでは、大西洋の海水温上昇によって海洋での対流が活発化し、熱帯雨林への雲の流れが弱くなり、乾燥化すると考えられている(一方、1982年から18年間の衛星による観測結果は地球規模で正味6%の一次生産量の増加を示し、その増加の42%はアマゾンでの増加であるとの報告もある)。また、中央アジアやアフリカの乾燥地域でも降水量が減り、乾燥化や砂漠化が進むと予想されているが、これには森林伐採や過放牧といった他の要因も深く関係している(ただし、サハラ砂漠は縮小傾向にあり、緑地が広がっているとの報告もなされている。

### 氷河・氷床・永久凍土の融解
スイスやフランスでは、山に雪が積もらなくなり、氷河は消滅する可能性がある(スイス・ベルン大学）。
また、北極圏や高山などでは、永久凍土が融けたり、夏季の融解範囲が増えたりすることで、凍土に立つ建物の倒壊、土壌の軟弱化などが起き、沿岸部ではそこに海氷縮小が加わり、波による侵食も起こっている。さらに永久凍土内に包まれている何万年まえかのメタンガス(特にロシア・シベリア)が放出され、さらに温暖化が促進される可能性がある。(メタンは二酸化炭素の30倍の温室効果がある。)

### 海水面の上昇(海面上昇）

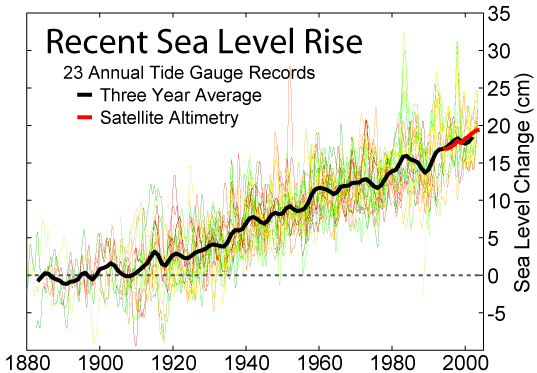
過去約120年間の海水面の推移（地質が安定している世界23地点の平均）

地球全体の気温の上昇に伴って海面上昇が予測され、既に上昇速度の増大が観測されている。主な原因は地球温暖化による海水の熱膨張、および陸上の氷床・氷河等の融解速度の増大と見られている。最新の報告では、今世紀中に数十cmから数mの海面上昇幅が予想されている。海面上昇により、海抜の低い地域の海没や浸水被害の増大、難民の増加、地下水の塩水化などの被害が懸念されている。

#### 現状と原因
海水準は最終氷期以降の急激な上昇期を過ぎ、過去3千年間は平均0.1－0.2mm/年程度の上昇量であったと見られる。しかし近年の海面水位の平均上昇率は、1961 - 2003年の間で1.8±0.5mm/年、20世紀通して1.7±0.5mm/年に加速している。また1993-2003年の間に衛星高度計により観測された海面上昇は3.1±0.7mm/年と、過去3千年間の平均に対して数十倍に加速している。
海水準を変動させる要因は多数あるが、現時点では熱膨張による寄与がもっとも大きい（1.6±0.5mm/年）。ついで氷河と氷帽の融解（0.77±0.22mm/年）、グリーンランド氷床の融解（0.21±0.07mm/年）、南極氷床の融解（0.21±0.35mm/年）の順で寄与が大きく、その他の要因はこれらより小さいと見られている。

#### 海面上昇量
第4次報告書(2007)では、最低18 - 59cmの上昇としている。しかしこれらのIPCCのモデルでは西南極やグリーンランドの氷河の流出速度が加速する可能性が考慮されていない。AR4以降の氷床等の融解速度の変化を考慮した報告では、今世紀中の海面上昇量が1～2mを超える可能性が複数のグループによって指摘されている。
なお、気象庁のホームページでは、日本沿岸の海面水位は、1906～2018年の期間では上昇傾向は見られないと明記されている。（気象庁｜海洋の健康診断表 日本沿岸の海面水位の長期変化傾向）

#### 海面上昇の影響
オランダ、ドイツ北部、デンマーク、バングラデシュ、ベトナムなど海抜以下の地域を抱えた各国、オセアニア諸国、モルディブなどの海抜が低い島を擁する地域の中には、海面上昇が差し迫った問題となっているところもある。既にツバルでは集団移住が計画されている。なおニュース等で取り上げられるツバルにおける浸水等の被害については、現時点ではローカルな人工的要因が大きいが、これが海面上昇に対する危険性を高めているとされる（ツバル#気候変動を参照）。
日本においても1980年代半ば以降、大きな上昇率（3.3mm/年）が観測されている。海面上昇により、高潮・浸水被害の増大や砂浜の消失、河川からの取水への影響や地下水の塩水化、地下構造物への影響など様々な被害が懸念されている。詳しくは海面上昇を参照。

### 海水温・海洋循環への影響

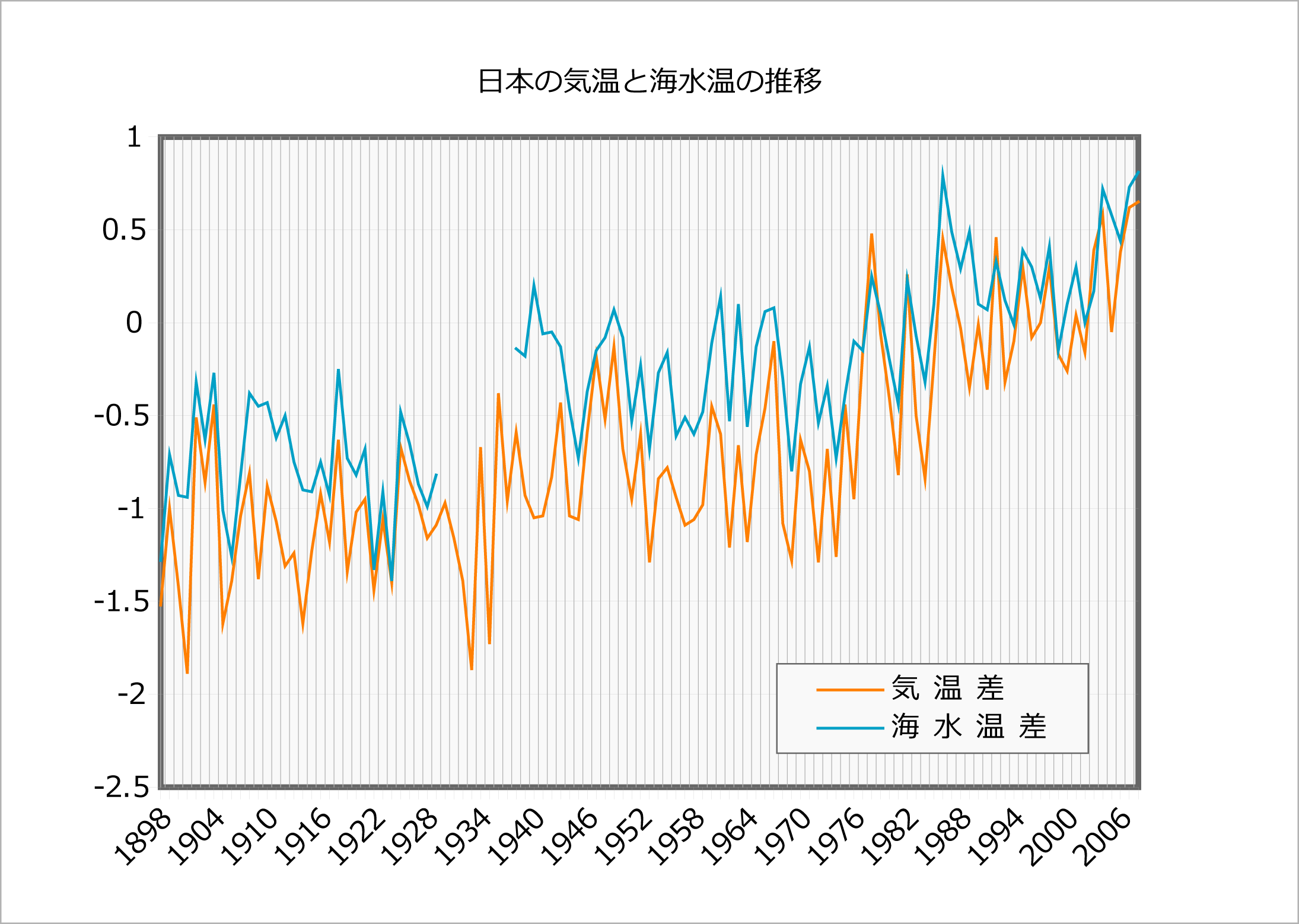
日本の気温・海水温の推移

地球規模の気温上昇に伴い、海水温も上昇する。第4次報告書においては、1961 - 2003年の間に海面 - 水深700m（表層）の海水温が0.10℃上昇しているほか、1961 - 2003年の間に海面から水深3,000m（表層・中層）の海洋貯熱量も増加し、数年 - 数十年規模の変動と長期的な増加傾向があったとされている。
平均海水温が3℃上昇するだけで、東京湾に生息する魚類が熱帯魚になるともいわれるように、生態系が変化するといわれている。さらに、気温や降水量と同様に、海水温についても、変動幅が大きくなることが予想されている。これは、大気の流れや海流が変わったり、変動が激しくなったりすることによるもので、異常な低温や高温をもたらし、異常気象や生態系への影響をもたらす可能性があるとされる。
また多くの気候モデルで、太平洋熱帯域でのエルニーニョ現象が現在と同様に起こると予測しているが、21世紀中に増加または減少といった一貫した変化傾向は見出せないとされている(AR4)。
氷床や氷河は淡水であり、急激な気温の上昇によって極地の氷河が溶けると、海水の塩分濃度が低下し比重が小さくなる。大西洋北部では地中海由来の塩分の高い海水が沈み込み、深層循環の一部をなしているが、極地方の塩分濃度の低下により沈み込みが弱まるためにメキシコ湾流が弱まり、それによって極地方は寒冷化し、赤道付近は温暖化するという予測もある。第4次報告書に示された気候モデルの計算結果によると、21世紀末には、循環はほとんど変化しないというものから半分程度に弱まるというものまで幅広くあるが、平均して25%程度弱まるとされている。2021年発表のAR6では全てのシナリオにおいて21世紀中に大西洋南北熱塩循環（AMOC）が弱まる可能性は非常に高いとし、一方で停止する可能性は5割の確信度（medium confidence）で無いとした。深層循環の停止 (en) の項も参照のこと。
また、海底に低温度の淡水が流れ込むことにより、深層循環の停止とそれに伴う世界中の海流の変化が起こり、結果、両極周辺の平均気温が下がり高緯度地方と低緯度地方との温度差が著しくなることで、高緯度地方の積雪につながり氷河の増加に繋がるという仮説もある。深層循環は塩分濃度の沈み込みによるエネルギーの他に、風力と潮汐力により循環は起きていると考えられており、塩分濃度の変化だけで循環が起こっている訳ではない。しかし、塩分濃度も要因であることには変わりなく、氷河等の融解による深層循環の停止の可能性を否定したものではない。ちなみに、映画『デイ・アフター・トゥモロー』は深層循環の停止という仮説をもとに作られた作品である。地球寒冷化の項も参照のこと。

## 生態系への影響
変動を繰り返している気候に、温暖化の影響が加味されることにより、いわゆる気候の極端化が発生し、干ばつや高温などが増えたり強まったりして、生物が危険にさらされるリスクが増すと考えられている。また、地球温暖化とは関係のない人為的な活動による、いわゆる「自然破壊」によってもリスクが増すため、単独ではなく、2つの原因が重なっている場合が多い。一方、気温の上昇により生息域が拡大したり餌が増えたりと恩恵を受ける生物も多いが、これをきっかけに生態系が激変する可能性をもはらんでいる。
主な影響例として、北西太平洋で顕著なサンゴの白化や北上（北半球）・南下（南半球）、寒冷地に生息する動物（ホッキョクグマ、アザラシなど）の減少などが挙げられているが、ホッキョクグマに関し東京大学名誉教授渡辺正によると狩猟が原因であって狩猟が禁止されてからは増えている、また、日本においては、ブナ林分布域の大幅減少や、農業への深刻な影響も懸念されている。
カナダのブリティッシュコロンビア大学の研究チームは、温暖化の影響による海中の酸素量減少で、海産魚（600種）の成長が阻害されて平均最大体重が14-24%縮小し（2050年/2000年）、漁獲量が減少する可能性があると発表した。インド洋で24%、大西洋で20%、太平洋で14%、平均最大サイズ縮小の可能性があるとしている。
ところで、地球温暖化の生態系への影響をめぐっては、約45億年に及ぶ地球史を俯瞰すると、現代よりもはるかに平均気温が高く、これに生態系が適応していた時代があることをどう評価するか、という問いに対する答えを整理しておかないと、議論が錯綜する。例えば、過去4.5億年間を振り返った場合、温室効果ガスとされる二酸化炭素の大気中濃度は、現代が最も低い時代にあたり、約5000万年前の気温は、現代と比べて、10度以上高かったとされている。この一事をもっても、地球上の生態系全体が、数度の気温変化に耐えられないほど脆弱であるとの見方は、生態系全体のレジリエンスを過小評価しているか、現在の生態系を所与ないし固定的に見すぎているきらいがあるが、他方で、現在の数度の気温変化が、数十年というスケール・速度で進んでいることは、地球史上においても稀有な事象と言わざるを得ない。速い場合でも数万年から数十万年のスケールとなる生物進化の速度からして、多くの生物の適応が追い付かない危険性は現に存在しているものといえるし、さらにいえば、農林水産業などの面で生態系に大きく依存し、国・組織・個人のいずれもが特定の土地（定住）への社会的・心理的縛りの強い人類の側の適応が、最も遅れをとる可能性がある。

## 社会への影響
社会的な影響としては、過去の温暖化による古代文明の繁栄を根拠に利点が多いとする説もあるが、これは局地的な繁栄に過ぎず、現在の温暖化の影響を考える上では参考程度にしか成り得ないと考えられる。現在は都市を中心に人口密度が増し、気象災害のリスクが高い地域にも多くの人々が住み、また今後もこの傾向が更に進むと考えられているため、気象災害が起きた際の被害が大きくなる可能性がある。
主な影響として、異常気象の増加（熱帯低気圧、嵐や集中豪雨）による物的・人的・経済的被害の増加、気候の変化による健康への影響や生活の変化などが考えられている。低緯度の感染症（マラリアなど）が高緯度に拡大する可能性も指摘されている。一方、温暖化によって冬季における凍死等のリスクは減少する。
また、気候や海水温、海流などの変化によって、食糧に関連する生物や植物、水資源等にも影響が及ぶと考えられている。ただし、これらの要因としては自然起源の気候変動も考えられるほか、人間の生活の変化が被害を招くこともあるので、一概に地球温暖化によるものだとは言えない。例を挙げると、農業では、これまでその土地に適していた作物が恒常的な不作に陥り、食糧不足や飢饉を招き、転作や品種改良を余儀なくされたり、農業に適さなくなった農地の放棄や新たな開墾による自然破壊、農業制度の変革などをもたらす可能性がある。一方、栽培北限が移動することによって、それまでその場所で栽培不可能であった作物が栽培可能となり、生産量が向上する(新潟県佐渡島におけるミカンの栽培など）。地球温暖化による気温の上昇およびその人為的要因の一つとされる二酸化炭素濃度の増加は、環境によってはいずれも光合成の速度を加速させ、作物の生産性を向上させる。(光合成#光合成速度と呼吸速度、二酸化炭素飢餓#二酸化炭素施肥参照)。一方、先進国においては品種改良等によってこれらの気候変動に有効に適応可能な一方、これらのコストを負担できない発展途上国では十分な適応ができず、南北問題が拡大するという指摘もある。
また、狩猟や漁業では、環境の変化に伴う生態系の変化により、猟漁場の移動や奪い合い、水産物等の奪い合いなどが起こる可能性がある。アルコール飲料や味噌・醤油などの発酵食品は、発酵を行う微生物の活動が、気温や湿度などの微妙な生息環境に左右されるため、軽微な気候変化でも品質の変化や産地の移動が起こると考えられており、ヨーロッパではすでにワイン産地の移動が始まっている。
チベット高原・パミール高原・ヒマラヤ山脈、アフリカ東部の高地、ロッキー山脈などでは、降雪量の減少、氷河・氷帽の融解により、河川の流量が減り、流域の広い範囲に影響が及ぶと考えられている。
具体的には、以下のような可能性が指摘されている。アフガニスタンなどでは、山に雪が降らなくなったことに起因する水不足などにより、大量の難民（生態系難民）が発生する。東南アジア・南アジア・中国などでは、2100年頃にヒマラヤ山脈の氷河は消失し、ヒマラヤ山脈を水源とする大河、その流域の10億人以上の人口に多大な影響が出る可能性がある（UNEP）。ヒマラヤ山脈の氷河が溶けて巨大化した氷河湖が決壊し大洪水が起こる可能性が高まっていると警告した（国際山岳開発センター:ICIMODのシュレスタ調査局長が2007年12月5日日本記者クラブで講演）。
アフリカ大陸最高峰のキリマンジャロ山は、2022年までに氷がすべて消失し、周辺の生態系や周辺の人々の生活に大きな影響を与える可能性がある（ユネスコ）（一方、観測されているキリマンジャロ山の氷河の減少の原因は温暖化だけではないとする報告もある）。
アメリカ合衆国ではハリケーンが勢力を増し、大規模な火事が頻発し、農作物の生産量は減少する可能性がある（カリフォルニア大学のJohn Harte）(ただし、より強いハリケーンが発生するとの見方に対しては懐疑的な見方が強い)。日本では、60%の食糧を輸入しているため、国外での不作や不漁、価格変動の影響を受けやすく、食糧供給に問題が生じることが予想されている。

## 政治への影響
海面上昇、洪水や旱魃など、気候が激しさを増し生活が不便となるような地域では、移住の是非が大きな問題となり、環境難民（温暖化難民）の発生や、移住民と地元民の対立が増えると予想されている。これに関連して、安全保障の面では、旱魃による食糧供給の不安定化などに起因する地域紛争が増加するのではないかという予想もあり、地球温暖化は安全保障問題となったという考えもある。
2011年に内戦が発生した中東のシリアでは、その直前の2006年から2010年にかけて、気候変動の影響を受けた可能性のある深刻な旱魃に見舞われた。この旱魃では人口の1割弱にあたる150万人が農村から都市に移住（環境難民）を強いられ、社会の不安定化を招いたと分析されており、地球温暖化が実際に地域紛争の一因となったとする説がある。

## 経済への影響
(AR4,スターン報告などからの追記が必要)
1980年代から地球温暖化説が唱えられるようになった。1990年代に、科学的議論の途上であるなかで、温暖化対策が必要であるとして数々の国際的な取り組みが行なわれるようになった。対策の必要性自体は広く認められているが、将来のリスクの程度や、対策を施行する場合と施行しない場合に発生する経済的な利害などについて常に議論が存在している。

### 温暖化ガスを巡る規制と排出権市場
地球温暖化への対策は現在、温暖化効果ガスの排出の抑制と、森林育成などによる大気中の二酸化炭素の固定促進を主体として行われている。この対策を施行するにあたり、各国の国民経済構造が異なるために国際社会において利害対立が起きた。また各国国内においても、対策の影響を大きく受ける部門と、対策の影響が少ないあるいは対策によって利益を得られる部門との間で対立が起きている。
例えば、現代の英国は工業化のピークを100年以上前に過ぎ去り、経済構造は金融・サービス化している。産出される付加価値に比べて温暖化効果ガスの排出量は少ない。一方で、中国は世界史上類を見ないほど工業化が進展しており、付加価値産出に比べて温暖化効果ガス排出が他国よりも多い。
結果的に排出ガスを規制したり排出権を取引することは、国民経済間で新たな所得移転をもたらすことになる。このため、温暖化対策による環境効果がどのようになるかに関わらず、所得を得る側は対策を主張し、所得を奪われる側は対策を温暖化を利用した搾取だと主張している。
特に先進国の経済界や個々の企業に関して、世論の影響もあり、温暖化対策にCSRや内部化を求める声が強くなってきているとされる。また、温暖化対策は一部企業にとっては商機にもなりつつあり、バイオ燃料や排出権取引を通した炭素市場 (en) が拡大してきている。

### 北極海の航路・資源開発
北極海の海氷が年々縮小しているため、ヨーロッパやアメリカ東海岸など大西洋側と、日本や中国など太平洋側とを結ぶ北極海経由の最短航路が開通するのではないかとの観測もある。北アメリカの北岸を周る「北西航路」、シベリアの北岸を周る「北東航路」（北極海航路）は大航海時代以降、多くの探検家や航海者が目指してきたが、一年の大半は氷に覆われ夏でも流氷の融けない過酷な海路であるため多くの犠牲者を出してきた。北東航路は19世紀後半まで、北西航路は20世紀初頭まで通過に成功する者が出ず、またこれらの航路はソ連が原子力砕氷船を運行した北極海航路を除き、商業利用されることはほとんどなかった。
しかし海氷の減少により、夏期でも砕氷船でなければ通れなかったような海域から氷が消え始めている。2007年夏には観測史上はじめて北西航路から消えたことが注目を集めた。これらの航路が通れれば距離や燃料費、所要時間が大幅に圧縮できるうえ、北極海の沿岸や海底にある油田など天然資源開発がしやすくなると期待されているが、すでにロシア・カナダ・アメリカ・デンマーク（グリーンランド）など沿岸諸国の間で通航権や領有権を巡る争いが起こり始めている。

## 文化への影響
温暖化が文化に与える影響は、温暖化の影響予測においてはあまり重要視されていない。文化の変化は人類に悪影響を与えないためである。ただ、他の影響予測から、文化面での影響を間接的に予測する試みも行われている。
まず、気温の上昇により、植生や地形、生態系などが変化することによって、食生活や衣食住などにも変化が及ぶことが予想されている。雪原に覆われた地域で暮らすイヌイットなどは、海水温の変化や氷河融解に伴う海流の変化によって、これまで食べていたアザラシなどが減少して食生活が変化したり、海氷や棚氷が薄くなることによって伝統の犬ぞりで移動できる範囲が狭まってきていることが報道された。

## 長期的に見た影響・最悪のシナリオ
地球温暖化の諸影響については、気候モデルでは50 - 100年後、学術研究では最長300年程度しか予測・予想ができていない。これは、気候モデルの長期予想がカオス性などのため非常に困難なためである。
気温の上昇や海面の昇降、気象現象、生態系、あるいは人類の今後の行く末などについては関心も高いが、IPCCなどの公的機関は約100年後以降の予測を出しておらず、100年後以降の予測結果をもとに対策を立てる状況にはまだ無い。
暴走温室効果によって極端な温暖化が起こる可能性は、非常に低いが有り得ない訳ではないとされている。また、これ以上の平均気温の上昇が起こると、気候の変化が深刻化し簡単には元に戻らなくなる分岐点、いわゆるポイント・オブ・ノー・リターン(回帰不能点)という言葉もある。温暖化がある程度進行すると、正のフィードバックによる際限のない温暖化に突入し、気候が予測不可能になり、人類が危機にさらされる分岐点とされることがあるが、実際は「気候の際限ない温暖化」は指しておらず、「人類や社会に与える悪影響が受け入れ難いレベルに達すること」を指している。このポイント・オブ・ノー・リターンについては、すでに超えているという意見、産業革命前との比較で平均気温が+2℃上昇するころだという意見もあれば、具体的にどの段階なのかを科学的に示すのは難しいという意見もある。